# Matthias Liebers
Matthias Liebers (ur. 22 listopada 1958 w Lipsku) – były niemiecki piłkarz występujący na pozycji pomocnika.

## Kariera klubowa
Liebers zawodową karierę rozpoczynał w 1976 roku w klubie Lokomotive Lipsk, grającym w DDR-Oberlidze. W 1981 roku zdobył z nim Puchar NRD. W 1986 roku wywalczył z klubem wicemistrzostwo NRD, a także zdobył z nim Puchar NRD. W 1987 roku ponownie zdobył z nim Puchar NRD. Dotarł z nim również do finału Pucharu Zdobywców Pucharów, gdzie jednak Lokomotive przegrało 0:1 z Ajaksem Amsterdam. W 1988 roku Liebers wywalczył z drużyną wicemistrzostwo NRD. W 1991 roku Lokomotive zmieniło nazwę na VfB Leipzig i od sezonu 1991/1992 Liebers startował z zespołem w rozgrywkach 2. Bundesligi zjednoczonych Niemiec. W 1993 roku awansował z klubem do Bundesligi. Zadebiutował w niej 7 sierpnia 1993 w zremisowanym 3:3 meczu z Dynamem Drezno. 17 września 1993 w przegranym 1:4 spotkaniu z Hamburgerem SV strzelił pierwszego gola w trakcie gry w Bundeslidze. W 1994 roku spadł z klubem do 2. Bundesligi.
W 1996 roku Liebers odszedł do Grün-Weiß Wolfen. Potem był zawodnikiem klubów FV Zeulenroda oraz SV Blau-Weiß 90 Neustadt, gdzie zakończył karierę. W sezonie 2004/2005 zagrał w dwóch meczach i zdobył jedną bramkę w barwach Lokomotive Lipsk, występującego w jednej z lig regionalnych.

## Kariera reprezentacyjna
W 1980 roku Liebers zdobył z reprezentacją NRD srebrny medal Letnich Igrzysk Olimpijskich, po porażce w finale turnieju 0:1 z Czechosłowacją. 8 października 1980 w wygranym 1:0 towarzyskim meczu z Czechosłowacją zadebiutował w reprezentacji NRD. 10 lutego 1982 w wygranym 1:0 towarzyskim spotkaniu z Grecją strzelił pierwszego gola w drużynie narodowej. Po raz ostatni w kadrze zagrał 2 marca 1988 w przegranym 1:2 towarzyskim pojedynku z Marokiem. W latach 1980–1988 w drużynie narodowej rozegrał w sumie 59 spotkań i zdobył 3 bramek.